# Anna Jakubiec-Puka
Anna Maria Jakubiec-Puka (ur. 19 czerwca 1936 w Lublinie) – polska biolożka, lekarka, doktor habilitowana nauk biologicznych, doktor nauk medycznych, działaczka społeczna.

## Życiorys
W 1936 zamieszkała w Warszawie, od czerwca 1939 na Bielanach. W 1953 zdała maturę w Liceum Ogólnokształcącym w Warszawie na Bielanach (obecnie XXII Liceum Ogólnokształcące). Ukończyła studia lekarskie na Wydziale Lekarskim Akademii Medycznej w Warszawie. W 1968 doktoryzowała się pod kierunkiem Ireny Mochnackiej w zakresie nauk medycznych na Akademii Medycznej w Warszawie, przedstawiwszy dysertację dotyczącą eksperymentalnych objawów fenyloketunurii na modelach zwierzęcych. W 1992 uzyskała w Polskiej Akademii Nauk habilitację z nauk biologicznych w zakresie biochemii na podstawie pracy Adaptacja sarkomeru do zmian funkcjonalnych i strukturalnych mięśnia.
Praktykowała jako pediatra. Od 1968 związana z Instytutem Biologii Doświadczalnej im. Marcelego Nenckiego PAN, początkowo w pracowni Witolda Drabikowskiego. Następnie kierowała tamtejszą Pracownią Metabolizmu Białek (1979–1990, 1997–1999) oraz Molekularnych Podstaw Skurczu Mięśni (1993–1995). W 1976 uczestniczyła w wyprawie do Antarktyki na statku RV Profesor Siedlecki, zaś od listopada 1978 do maja 1979 wchodziła w skład III wyprawy naukowej na Stacji Antarktycznej im. Arctowskiego. Uczestniczyła tam m.in. w pierwszej operacji usunięcia wyrostka robaczkowego. Odbyła staż naukowy na Uniwersytecie Padewskim (1974). W 1994 wypromowała doktorat Joanny Szczepanowskiej. Od 2004 na emeryturze.
Jako działaczka społeczna organizowała oraz przewodniczyła samorządowi mieszkańców na Starych Bielanach. Zajmowała się m.in. ochroną Lasu Bielańskiego i Lasu Lindego. Od 2014 członkini Stowarzyszenia Miasto Jest Nasze, od 2023 członkini honorowa.
Jej mężem był dr Janusz Puka, lekarz (zm. 2019).